# Rodney Jerkins
Rodney Roy Jerkins (Pleasantville, 1977), conhecido apenas como Rodney Jerkins ou pelo apelido Darkchild, é um produtor musical, compositor e músico americano. Ele é responsável por canções que tiveram grande importância no processo de popularização do hip-hop e R&B dos EUA no final da década de 1990. Trabalha com o irmão, Fred Jerkins III. Também trabalhava com o compositor LaShawn Daniels (1977-2019) auxiliando na criação.
Darkchild começou a ganhar notoriedade após participar da produção dos álbuns One in a Million (1996), de Aaliyah, e Share My World (1997), de Mary J. Blige. No entanto, carreira de Darkchild alcançou grandes proporções quando produziu o dueto "The Boy Is Mine", de Brandy e Monica, em 1998. Ele foi o principal produtor dos álbuns Never Say Never (1998) e Full Moon (2002) de Brandy, creditados como alguns de seus trabalhos essenciais.
Depois disso, foi responsável por uma sequência de sucessos. Em 1999, trabalhou com Whitney Houston ("It's Not Right But It's Okay") e Jennifer Lopez ("If You Had My Love"). Em 2000, foram lançadas como singles canções que compôs e ̟produziu para o grupo Destiny's Child ("Say My Name"), o grupo Spice Girls ("Holler") e a solista Toni Braxton ("He Wasn't Man Enough"). Em seguida assinou o retorno de Michael Jackson às paradas, com "You Rock My World" e o álbum Invincible. Ainda em 2001, trabalhou no terceiro álbum de Britney Spears, produzindo também um remix para a canção "Overprotected", assim como o single "I Love Rock 'n' Roll". Problemas de saúde o afastaram dos estúdios no início da década de 2000.
Darkchild voltou a gravar com sucesso em 2004 com o grupo Destiny's Child ("Lose My Breath"). Em 2005, compôs e produziu "So Lonely" para Mariah Carey e, em 2006, "Deja Vu" para Beyoncé. Trabalhou também no hit "When I Grow Up" das Pussycat Dolls. Em 2009, produziu "Telephone", colaboração entre Lady Gaga e Beyoncé.
Entre os outros nomes com os quais Jerkins trabalhou estão Mary J. Blige, Spice Girls, Backstreet Boys, N SYNC, Cher, Ray J, Janet Jackson, Ciara, Natasha Bedingfield, Black Eyed Peas, Nelly Furtado, Justin Bieber e SZA.
Ao longo de sua carreira, Jerkins ganhou e foi indicado para vários Grammy Awards.
Em junho de 2025, o seu nome será incluído no Songwriters Hall of Fame.